# Гатина (Гросуплє)
Гатина (словен. Gatina) — поселення в общині Гросуплє, Осреднєсловенський регіон, Словенія. Висота над рівнем моря: 342,8 м.